# Tétrabromobisphénol A
Le tétrabromobisphénol A (TBBPA) est un ignifugeant bromé.
Pur, c'est un solide blanc (non incolore), mais les échantillons commerciaux sont jaunes. C'est l'un des retardateurs de flamme les plus courants.

## Production et utilisation
Le TBBPA est produit par la réaction du brome avec le bisphénol A.
La plupart des TBBPA mis sur le marché sont constitués d'un mélange qui diffère par le degré de bromation avec la formule C 15 H 16−x Br x O2 où x = 1 à 4. Ses propriétés ignifuges sont corrélées à sa teneur en brome.
En 2004, sa consommation annuelle en Europe a été estimée à 6 200 tonnes/an
Le TBBPA est surtout utilisé comme composant réactif des polymères, incorporé dans le squelette même du polymère, et notamment pour préparer des polycarbonates résistants au feu (en remplaçant une partie du bisphénol A).
Une qualité inférieure de TBBPA est utilisée pour préparer des résines époxy, et utilisée dans les circuits imprimés.

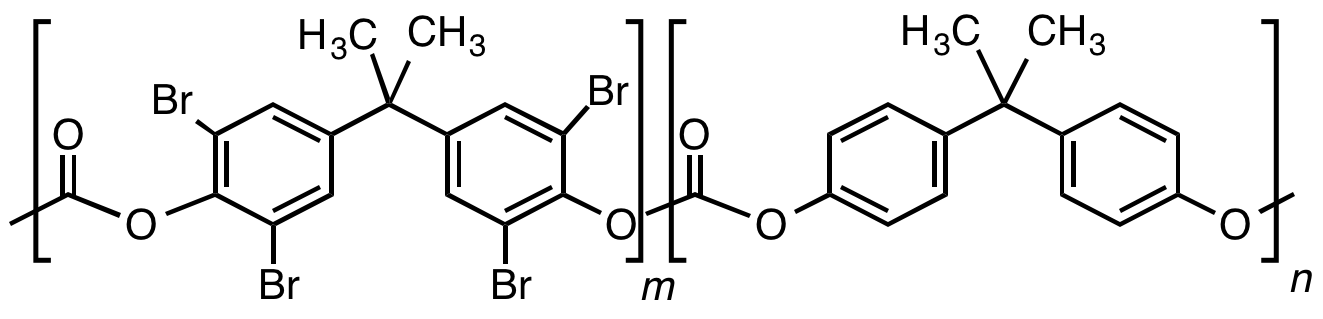
Structure du copolymère de polycarbonate contenant le monomère tétrabromé

## Toxicité
Fin 2011, une étude de l'Autorité européenne de sécurité des aliments (EFSA) sur l'exposition au TBBPA et à ses dérivés dans les aliments a examiné 344 échantillons d’aliments du groupe des poissons et fruits de mer. Elle a conclu que « l’exposition alimentaire actuelle au TBBPA dans l’Union européenne ne soulève pas de problème de santé » ; et qu'« une exposition supplémentaire, en particulier chez les jeunes enfants, au TBBPA provenant de la poussière domestique est peu susceptible de poser un problème de santé ».

## Ecotoxicité?
Au début des années 2020, elle est encore très peu évaluée, mais une thèse canadienne récente (mai 2023, Université du Québec) a montré que si cette molécule n'est pas bioaccumulable par les mammifères, elle l'est par certaines plantes (plantes aquatiques, lentille d'eau dans ce cas) et ce, quelle que soit l'acidité de l'eau, et des taux élevés inhibant légèrement la croissance de la plante. On observe dans ce cas des preuves de « stress oxydant par augmentation des niveaux des espèces réactives de l'oxygène et de peroxydation lipidique ». Les systèmes de détoxification enzymatiques (catalase) et non enzymatiques (glutathion) de la plante sont mis en œuvre, suggérant une certaine tolérance liée aux capacités antioxydantes des plantes

## Perturbateur endocrinien?
Certaines études suggèrent que le TBBPA pourrait être un perturbateur endocrinien (PE) et une molécule immunotoxique.
- Comme perturbateur endocrinien, le TBBPA peut interférer avec les œstrogènes et les androgènes[6] ;
- le TBBPA imite en outre structurellement une thyroxine (hormone thyroïdienne T 4) ; il peut se lier plus fortement à la protéine de transport transthyrétine que le T 4, interférant probablement avec l'activité normale du T 4 ;
- le TBBPA supprime probablement aussi la réponse immunitaire en inhibant l'expression des récepteurs CD25 sur les cellules T, en empêchant leur activation et en réduisant l'activité des cellules tueuses naturelles[7],[8].

En 20213, une revue de la littérature sur le TBBPA (en tant que produit chimique) a conclu que faute d’effets néfastes rapportés en termes de perturbations du système hormonal ; selon les définitions internationalement acceptées, le TBBPA ne devrait pas être considéré comme un “perturbateur endocrinien”. De plus, les mammifères l'éliminent rapidement et il ne semble pas s’accumuler dans le corps. Les taux de TBBPA de la poussière domestique, l’alimentation humaine et les échantillons de sérum humain sont faibles (chaque jour, un humain moyen n'absorberait pas plus de quelques nanogrammes par kilogramme de poids corporel par jour de ce produit. Les expositions de la population générale sont bien en dessous des niveaux sans effet dérivé (DNELs) dérivés pour les points finaux de préoccupation potentielle de la directive REACH.
Le TBBPA se dégrade cependant en bisphénol A (connu pour ses effets de perturbateur endocrinien), et en éther diméthylique de TBBPA. Et des expériences sur le poisson zèbre ( Danio rerio ) suggèrent qu'au cours du développement, le TBBPA peut être plus toxique que le BPA ou l'éther diméthylique du TBBPA.

### Occurrence
Des résidus d'émissions diffuses de TBBPA sont retrouvées à l'état de traces dans l'hydrosphère, le sol et les sédiments. On le trouve aussi dans les boues d'épuration et la poussière domestique.
Le TBBPA a fait l'objet d'une évaluation sur huit ans dans le cadre de la procédure d'évaluation des risques de l'UE, qui a examiné plus de 460 études.. Ce travail a été publié au Journal officiel de l'UE en juin 2008, avec une conclusion confirmées par le comité SCHER de la Commission européenne (Comité scientifique des risques sanitaires et environnementaux). Le TBBPA a été enregistré sous REACH.